# Titularerzbistum Cyrrhus
Koordinaten: 36° 44′ 39″ N, 36° 57′ 33″ O
Cyrrhus (italienisch Cirro) ist ein Titularerzbistum der römisch-katholischen Kirche.
Es geht zurück auf ein früheres Bistum der antiken Stadt Kyrrhos in der römischen Provinz Syria Coele bzw. später Syria Euphratensis am westlichen Ufer des Euphrat im heutigen Syrien. Während der Kreuzzüge bestand hier der Sitz des lateinischen Erzbistums Cyrrhus, das 1136 gegründet wurde.
| Titularerzbischöfe von Cyrrhus |                                       |                                                                                        |                    |                    |
| Nr.                            | Name                                  | Amt                                                                                    | von                | bis                |
| 1                              | Carolus Polodig OCD                   |                                                                                        | 23. Dezember 1713  | 7. Juli 1714       |
| 2                              | John Wallace                          | Apostolischer Koadjutorvikar des Lowland Districts (Vereinigtes Königreich)            | 30. April 1720     | 30. Juni 1733      |
| 3                              | Ignazio Nasalli-Ratti                 | Apostolischer Nuntius                                                                  | 17. Dezember 1819  | 25. Juni 1827      |
| 4                              | Louis de Sainte Thérèse Martini OCarm | Apostolischer Koadjutorvikar / Vikar von Verapoly                                      | 25. September 1845 | 12. Juli 1883      |
| 5                              | Nikolaus Adames                       | emeritierter Bischof von Luxemburg (Luxemburg)                                         | 2. November 1883   | 13. Februar 1887   |
| 6                              | Louis-André Navarre MSC               | Apostolischer Vikar von Melanesien Apostolischer Vikar von Neuguinea (Papua-Neuguinea) | 17. August 1888    | 17. Januar 1912    |
| 7                              | Lajos Szmrecsányi                     | Koadjutorerzbischof von Eger (Ungarn)                                                  | 26. März 1912      | 20. Oktober 1912   |
| 8                              | Joaquim José Vieira                   | emeritierter Bischof von Ceará (Brasilien)                                             | 8. November 1912   | 8. Juli 1917       |
| 9                              | Vilmos Batthyány                      | emeritierter Bischof von Nitra (Slowakei)                                              | 16. Dezember 1920  | 24. November 1923  |
| 10                             | Gennaro Cosenza                       | emeritierter Erzbischof von Capua (Italien)                                            | 1930               | 20. März 1930      |
| 11                             | Giuseppe Pizzardo                     | Kurienerzbischof                                                                       | 28. März 1930      | 22. April 1930     |
| 12                             | Ferdinando Fiandaca                   | emeritierter Bischof von Patti (Italien)                                               | 1. August 1930     | 18. Februar 1941   |
| 13                             | Juan José Aníbal Mena Porta           | Koadjutorerzbischof von Asunción (Paraguay)                                            | 14. Juni 1941      | 25. Februar 1949   |
| 14                             | Silvestro Patrizio Mulligan OFMCap    | emeritierter Erzbischof von Delhi und Simla (Indien)                                   | 16. August 1950    | 23. Oktober 1950   |
| 15                             | Eris Norman Michael O’Brien           | Koadjutorerzbischof von Canberra und Goulburn (Australien)                             | 11. Januar 1951    | 16. November 1953  |
| 16                             | Guilford Clyde Young                  | Koadjutorerzbischof von Hobart (Australien)                                            | 10. Oktober 1954   | 20. September 1955 |
| 17                             | Louis Henri Marie Ferrand             | Koadjutorerzbischof von Tours (Frankreich)                                             | 17. April 1956     | 28. Oktober 1956   |
| 18                             | Mário de Miranda Vilas-Boas           | Koadjutorerzbischof von São Salvador da Bahia (Brasilien)                              | 23. Oktober 1956   | 20. Juni 1959      |
| 19                             | José Rafael Pulido Méndez             | Koadjutorerzbischof von Mérida (Venezuela)                                             | 16. Januar 1961    | 22. November 1966  |

## Weblink
- Eintrag zu Cyrrhus auf catholic-hierarchy.org